# Ioan Popasu
Ioan Popasu, alternativ Ioan Popazu (n. 20 decembrie 1808, Brașov, Imperiul Austriac – d. 18 februarie 1889, Timișoara, Austro-Ungaria) a fost un cărturar român, episcop al Episcopiei Caransebeșului, colaborator al mitropolitului Andrei Șaguna.

## Familia și studiile
S-a născut la Brașov din părinții Ioan și Stana, de neam preoțesc, veniți din Vălenii de Munte. Tatăl lui Ioan Popazu a fost negustor de pește, iar mama lui era o femeie înțeleaptă. A mai avut un frate, Constantin, negustor (devine în cele din urmă președinte al Eforiei școlare și fondator al gimnaziului). Pe lângă Constantin mai avea și doua surori – Elena și Maria. Maria Popazu a fost mama lui Titu Maiorescu.
Primele mențiuni despre Ioan Popazu îl plasează pe Ioan Popazu la școlița cu 3 clase de la Biserica Sfântul Nicolae din Șchei. Ca profesori i-a avut pe: Ioan Barac (care a făcut reorganizarea școlii din 1806), Mihăilă Munteanu și Zaharia Duma.
Studiile și le continuă la Școala Grecească din Brașov, iar studiile secundare le face la Liceul Johanes Honterus, fiind singurul român din anul 1828-1829 care primește distincția „eminens” (eminent), la fel ca și în următorul an. 
Între 1831-1832 își continuă studiile la Liceul Romano-Catolic din Cluj.
Între 1833-1836 a studiat teologia la Universitatea din Viena, ca bursier al Colegiului Sfânta Barbara.
Vasile Moga îl numește secretar episcopesc din 1836 (de la terminarea cursurilor). În 9 martie 1837 e hirotonit de episcopul Vasile Moga, de ziua sfinților mucenici la biserica Sfântul Nicolae. 4 zile mai târziu e numit preot celibe înlocuindu-l pe Radu Tempea VI și slujește cu protopopul Carabeț și cu preotul Simion Datcu la Biserica Sf. Nicolae din Șchei.

## Cariera ecleziastică

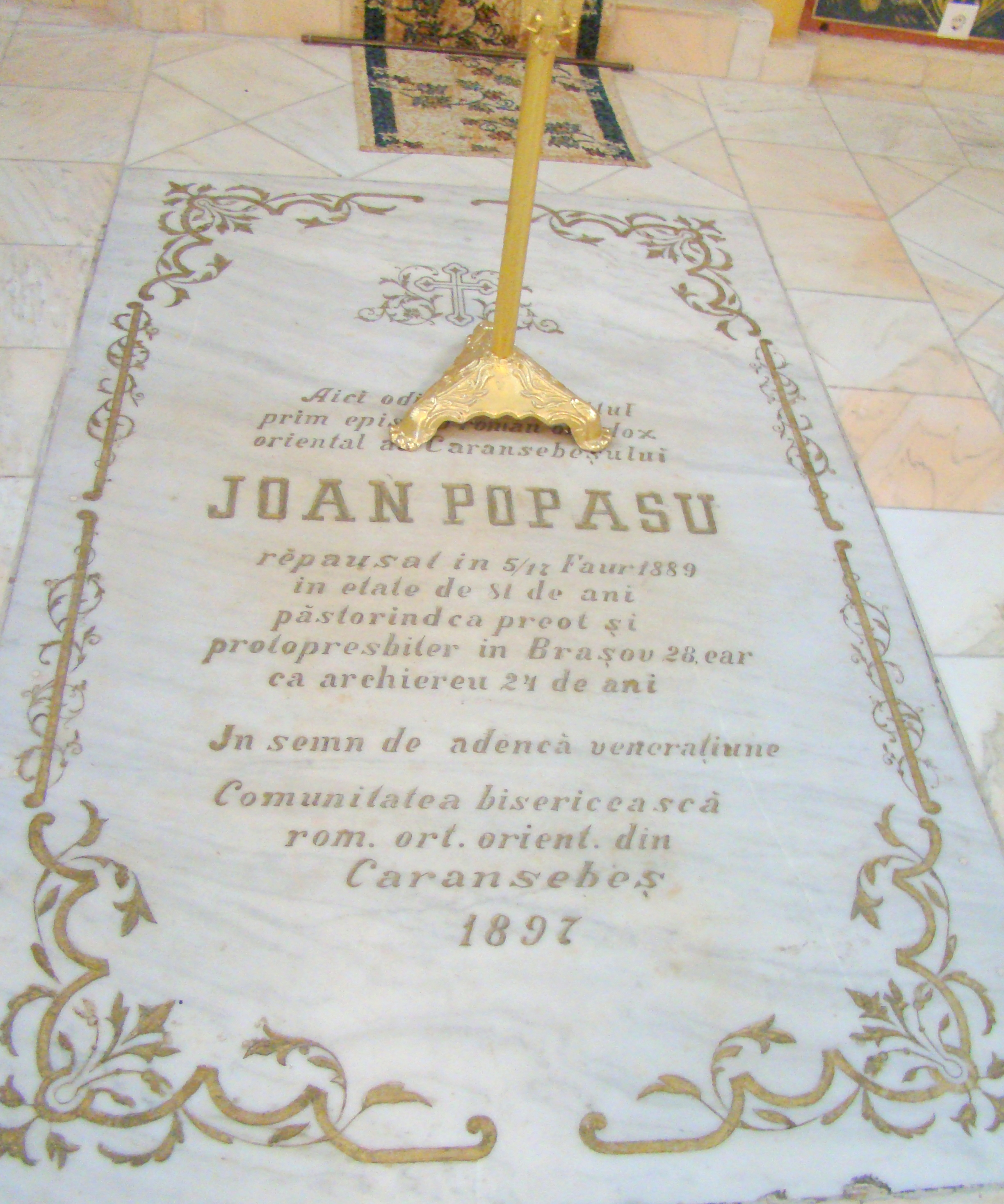
Piatra funerară a episcopului Ioan Popasu aflată în Biserica Sfântul Ioan Botezătorul din Caransebeș

În aprilie 1838, după moartea protopopului Simion Datcu, a fost ales să slujească împreună cu preotul Petru Gherman la Biserica din Brașovul Vechi. A slujit acolo ca protopop și paroh timp de 14 ani și la nevoie îi înlocuia pe preoții de la Sf. Nicolae. În 12 iulie 1838 moare protopopul Ignatie Carabeț. La 6 decembrie 1838, la serbarea hramului Bisericii Sfântul Nicolae și sfințirea bisericii vechi (1403-1420) care a fost reparată și lărgită, Ioan Popazu primește statutul de protopop primar actual în districtul Bârsei. Este angajat revoluționarul pașoptist Ioan Bran pentru 200 de florini care urmeaza să se ocupe cu treburile avocățești, executor, și om de încredere al Bisericii. În 1838, în calitate de protopop realizează o tâmplă nouă, un amvon și o strană vlădicească cu tâmplarul Friederich Stiler și aurarul Heflih care realizează tâmpla după modelul Bisericii grecești din Viena. Fruntea dinaintea bisericii la stâlpi e realizată de zidarul Horvath. În ședința din 18-30 decembrie 1838, la recomandarea lui Ioan Popazu este adus la biserica Sf Nicolae preotul Ioan Petric din Zărnești. În ședința din 30 noiembrie 1841 îl aduce pe ierodiaconul Varlaam (vestit revoluționar pașoptist) să fie psalt al Bisericii. Prințul Grigore Brâncoveanu lasă jumătate din venitul legatelor sale, al moșiilor de la Sâmbăta și Poiana Mărului să se împartă săracilor. În 1842 gândește o nouă organizare a Bisericii prin care fiecare parohie trebuia să aibă trei preoți parohi și doisprezece bărbați de încredere aleși de credincioși. În 5 noiembrie 1845 primește un certificat care să-l ajute să devină episcop de Sibiu, dar nu reușește acest lucru și rămâne la Brașov. În 1846 cu ajutorul pictorului Constantin Lecca și a tâmplarului Nicolae Pop dă o nouă față bisericii din Șchei. Înscăunarea Mitropolitului Andrei Șaguna din vara lui 1846 a fost un moment foarte important pentru Ioan Popazu. Încă de la început Popazu și reprezentanța ajută noua mitropolie a lui Șaguna, fapt pentru care în data de 12 martie 1847 mitropolitul îi mulțumește public. 30 martie 1848 – sașii cer recunoașterea valahilor ca cetățeni egali îndreptățiți și peste trei zile românii primesc din partea Adunării Naționale a Sașilor acest drept. Cetățenii primesc drepturi, Biserica pământuri și preoții salariu de la stat. În 3-15 mai se ține la Blaj o Adunare Națională unde participă cei mai pricepuți și mai deștepți participanți (notarul Ioan Bran, Panaiot Mincu, Andrei Popovici, Simion Dulceață). Dintre cei 10 secretari ai adunării 2 dintre ei erau Brașoveni (Ioan Popazu al doilea și Ioan Bran al zecelea). Se formează o delegație de 46 de oameni (9 brașoveni) care urma să prezinte împăratului o petiție de 16 puncte prin care românii își cereau drepturile. Delegația se află sub conducerea mitropolitului Andrei Șaguna. Delegația care se afla pe drum spre Innsbruck a fost arestată, membrii ei fiind socotiți spioni. După eliberare, Popazu a prezentat împăratului petiția românilor și a afirmat că românii nu au avut niciodată încredere în conducătorii unguri. În 11 iunie se primește o rezoluție, dar nu-i mulțumește pe români, astfel încât la 24 iunie delegația a plecat spre Pesta pentru a comunica noua rezoluție favorabila guvernului ungar. În 24 noiembrie 1848 Popazu cere ascunderea documentelor prin zidirea lor în turnul bisericii. În 30 august 1848 se dă ordin ca toți refugiații munteni să părăsească Brașovul și să se ducă ori în locurile natale ori în anumite părți ale Ungariei. Popazu cere înarmarea locuitorilor și îl numește pe Ioan Bran prefect al Gărzii Naționale și pe Costantin Secăreanu viceprefect. Transilvania a fost împărțită în 15 regiuni organizate de Garda Națională de la Sibiu. În 30 noiembrie secuii ocupă și jefuies Feldioara după care îi dau foc. În 5 decembrie trec oltul și pradă Prejmerul. La 4 martie 1849 se emite o nouă constituție cu care nu au fost de acord nici românii nici ungurii (pentru că unirea Transilvaniei cu Ungaria nu fusese recunoscută). Popazu pleacă la Viena și în 31 martie 1849 scrie entuziasmat că a reușit să-i facă pe împărați să se intereseze mai mult de soarta românilor. La 24 ianuarie 1850 Popazu e tot la Viena și scrie din nou entuziasmat românilor. În aprilie 1850 revine acasă și în 19 aprilie 1850 prezintă reușitele pe care le-a avut în Viena. Pentru serviciile aduse cauzei românești, pentru înființarea gimnaziului și pentru funcția sa de deputat primește gratis să locuiască casa Bisericii – Casa Zugravului – încetând astfel să fie plătit de Biserică. În mai 1858 Șaguna scrie Eforiei Școlare și cere doi profesori care să inventarieze cărțile din biblioteca Primei Școli Românești, dar și un bibliotecar care să împrumute și să vândă cărți pentru prețul potrivit. Cel care reorganizează biblioteca este Ioan Barac, care își termină treaba în 24 ianuarie 1859. În 28 iulie 1859 protopopul Popazu află că gimnaziul a primit un ajutor de 500 de galbeni din partea Ministerului Cultelor. Pe lângă acest ajutor se primește ajutor și din partea Țării Românești. În 14 martie 1862 se înființează mitropolia ortodoxă română la Sibiu, după mici neînțelegeri cu bucovinenii. În 24 decembrie 1864 împăratul încredințează noua Mitropolie a Ardealului independentă și-l numește pe Andrei Șaguna Mitropolit al Românilor Neuniți din Transilvania și Ungaria. În 1865 Andrei Șaguna pleacă din nou la Viena în fruntea unor deputați ardeleni, ungureni și bănățeni printre care se afla și Ioan Popazu.
În 1863 Ioan Popazu este ridicat la gradul de protosingel în Biserica Schimbării la Față din Sibiu și apoi arhimandrit la Biserica Sfânta Treime din Brașov. La 7 mai 1864 e numit președinte al Consistoriului. În această poziție a fost numit regalist în Dieta de la Sibiu, care l-a ales deputat în senatul de la Viena. În 1865 Șaguna face episcopie la Caransebeș și în fruntea episcopiei e pus Popazu. În 6 iulie 1865 a fost recunoscut de împărat ca episcop și e hirotonit de Andrei Șaguna în 15 august la Biserica „Sfânta Treime” din Rășinari. În 15-25 aprilie 1887, cu ocazia împlinirii de 50 de ani de preoție, au avut loc în Brașov mai multe evenimente prin care a fost cinstit Ioan Popazu și a primit cadou un album cu 400 de semnături de la brașoveni.
Viața lui Ioan Poapzu se împarte în 3 părți: 1837-1865 închinată Brașovului și Transilvaniei, a doua parte închinată Banatului prin restaurarea Episcopiei Caransebeșului.
În senatul imperial de la Viena luptă împreună cu mitropolitul Andrei Șaguna contra baronului Petrino și a lui Andrei Mocsonyi pentru drepturile neamului și ale bisericii sale. Numele său a fost dat unei străzi de peste drum de liceul pe care l-a ridicat. În 14 aprilie 1927 a fost o propunere ca o școală să îi poarte numele.